# Franco Pantano
Franco Pantano (22 de julio de 1960) es un deportista italiano que compitió en remo. Ganó cinco medallas en el Campeonato Mundial de Remo entre los años 1981 y 1987.

## Palmarés internacional
| Campeonato Mundial | Campeonato Mundial       | Campeonato Mundial | Campeonato Mundial        |
| Año                | Lugar                    | Medalla            | Prueba                    |
| ------------------ | ------------------------ | ------------------ | ------------------------- |
| 1981               | Múnich (RFA)             | Medalla de plata   | Ocho con timonel ligero   |
| 1982               | Lucerna (Suiza)          | Medalla de oro     | Ocho con timonel ligero   |
| 1985               | Malinas (Bélgica)        | Medalla de plata   | Cuatro sin timonel ligero |
| 1986               | Nottingham (Reino Unido) | Medalla de oro     | Cuatro sin timonel ligero |
| 1987               | Copenhague (Dinamarca)   | Medalla de bronce  | Cuatro sin timonel ligero |